# Ballyboghil
Ballyboghil är en ort i republiken Irland.   Den ligger i provinsen Leinster, i den nordöstra delen av landet, 21 km norr om huvudstaden Dublin. Ballyboghil ligger 38 meter över havet och antalet invånare är 352.
Terrängen runt Ballyboghil är platt. Runt Ballyboghil är det tätbefolkat, med 709 invånare per kvadratkilometer. Närmaste större samhälle är Swords, 7,8 km söder om Ballyboghil. Trakten runt Ballyboghil består i huvudsak av gräsmarker.